# Pyrostria heliconioides
Pyrostria heliconioides là một loài thực vật có hoa trong họ Thiến thảo. Loài này được Mouly mô tả khoa học đầu tiên năm 2009.